# Дивља девојка (мађарска митологија)
Дивља девојка (мађ. Vadleány) је према старомађарском веровању је натприродно биће, шумско створење које заводи путнике и краде њихову моћ. Обично је гола и има веома дугу косу. Оно се исто може наћи у средњоевропском фолклору.

## Данашња и популарна култура
Дивља девојка се појављују у измишљеном свету Ел Аркане  као шумске нимфе које намамљују мушкарце у шуму, а затим црпе њихову енергију. Такође се чини да је то не ретко псеудоним за тинејџерке из Русије или Скандинавије.
Дивљу девојку су познавали и лапошки Мађари: она хода гола, лице јој је лепо, а тело јој је прекривено косом која сеже до земље. Коса јој је спуштена до земље, која јој је на челу мало раздвојена, прсти су јој дуги, а нокти личе на српове. Њени отисци су ужи и дужи од људских, нокти остављају трагове на земљи, длаке на табанима су такође приметне у прашини и блату, а глас јој шкрипи. Ако је испровоцирана, направи такав ветар да ломи дрвеће и баца чобанину. По причању Домочана, она се могла ухватити: на места где је ишла, требало је да се изложи пола пара чизама. Из радозналости она их је испробала, али је у њих ставила обе ноге, па није могла да побегне. Мађари из равница Трансилваније (Mezőség) и Секељфелда (Székelyföld) такође су били упознати са овим створењем: о њој се говорило као о шумској девојци, певачкој дами, веселој девојцим (erdei leánynak, éneklő kisasszonynak, víg leánynak).